# Торниц
Торниц (нем. Tornitz) — община в Германии, в земле Саксония-Анхальт. 
Входит в состав района Зальцланд. Подчиняется управлению Эльбе-Зале.  Население составляет 590 человек (на 31 декабря 2006 года). Занимает площадь 11,66 км².